# Peter Zeindler
Peter Zeindler, né le 18 février 1934 à Zurich, en Suisse et mort le 7 mai 2023,, est un écrivain, dramaturge et journaliste suisse, auteur de plusieurs romans policiers et d'espionnage.

## Biographie
Après des études d'allemand et d'histoire, il devient enseignant à Bienne, puis journaliste en 1970.
Il commence par écrire plusieurs pièces de théâtre, avant de faire paraître, en 1982, son premier roman policier, Tarock. En 1984, dans Die Ringe des Saturns, il crée le personnage de Konrad Sembritski, un antiquaire berlinois, membre du service de renseignements de la République fédérale d'Allemagne. Selon Claude Mesplède, Der Zirkel, paru en 1985, est « parfois comparé aux grands romans d'espionnage britannique ». Pour ce roman, il reçoit en 1986 le Deutscher Krimi Preis (de). Il est lauréat de ce prix à trois autres reprises.

## Œuvre

### Romans

#### SérieKonrad Sembritski
- Die Ringe des Saturns (1984)
- Der Zirkel (1985)
- Widerspiel (1987)
- Der Schattenagent (1989)
- Feuerprobe (1991)
- Das Sargbukett oder Sophies erster Fall (1992)
- Der Schläfer (1993)
- Mord im Zug (1994)
- Ausgetrieben (1995)
- Aus Privatbesitz (1998)
- Abschied in Casablanca (2000)
- Die weisse Madonna (2014)

#### Autres romans
- Tarock (1982)
- Salon mit Seerosen (1996)
- Abgepfiffen (1998)
- Das Lächeln des andern (2002)
- Das unheimliche Auge (2003)
- Toter Strand (2004)
- Der Schreibtisch am Fenster (2006)
- Grüezi – Moin, Moin (2006)
- Der Mauersegler (2007)
- Tanti Auguri (2008)
- Die Meisterpartie (2009)

### Recueil de nouvelles
- Die Meisterpartie (2009)

### Nouvelles traduites en français
- Duett in Zurich Publié en français sous le titre Duo à Zurich, dans l'anthologie Cités de la peur, Paris, Éditions Gallimard, coll. « Série noire » no 2405 (1995)  (ISBN 2-07-049588-4) ; réédition sous le titre Micmac sur le lac de Zürich, dans l'anthologie Meurtres dans la cambuse, La Joie de lire (2005)  (ISBN 2-882-58332-X)
- De l'exotisme s'il-vous-plaît !, dans l'anthologie Meurtres et Jardinage, La Joie de lire (2006)  (ISBN 2-882-58353-2)

### Pièces de théâtre
- Animale amoroso
- Der Eremit (1966)
- Kurzschluss (1969)
- Der Kurgast (1985)

## Prix et distinctions
- Deutscher Krimi Preis (de) 1986 pour Der Zirkel, 1987 pour Widerspiel, 1989 pour Der Schattenagent et 1991 pour Feuerprobe

## Sources
: document utilisé comme source pour la rédaction de cet article.
- Claude Mesplède (dir.), Dictionnaire des littératures policières, vol. 2 : J - Z, Nantes, Joseph K, coll. « Temps noir », 2007, 1086 p. (ISBN 978-2-910-68645-1, OCLC 315873361), p. 1065.